# Max Thedy
Max Thedy (Munich, 16 octobre 1858 à Munich — Polling, 13 août 1924) est un peintre, dessinateur et graveur allemand.

## Biographie

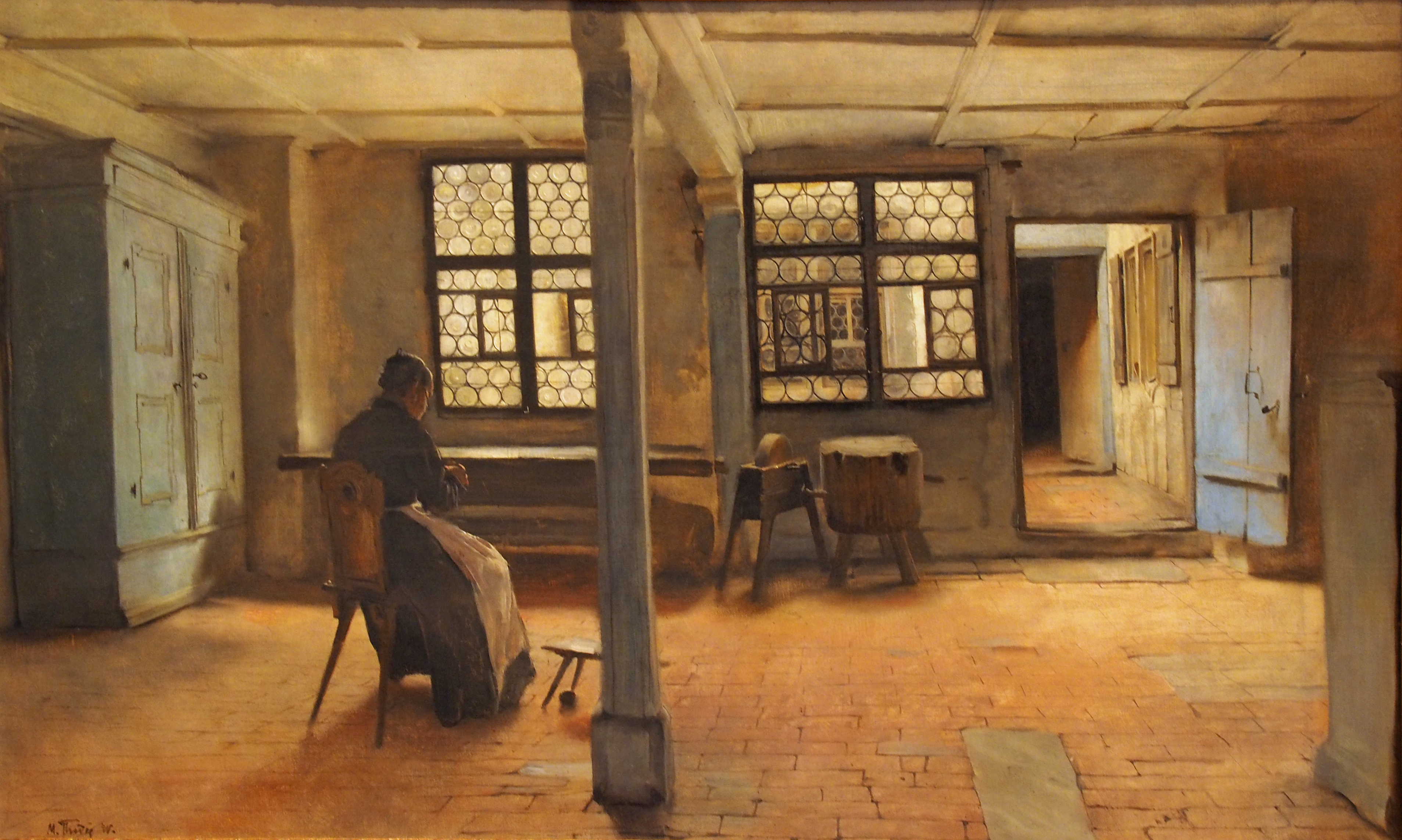
Chambre à Überlingen sur le lac de Constance, vers 1890 (Château de Weimar).

Max Thedy est le fils de l'actuaire Johann Valentin Thedy et de sa femme Thérèse. Il est le plus jeune des douze enfants du couple. Ses parents sont morts quand il avait douze ans et en 1870 le jeune Max est entré dans l'atelier du peintre Georg Friedrich Louis Reinhardt (1819-1905) à Hambourg. À partir de 1875, il a étudié à l'Académie des beaux-arts de Munich. En 1882, à 24 ans, il a été nommé professeur à l'École des beaux-arts de Weimar. Il a eu notamment pour élèves Christian Rohlfs, Ernst Biedermann (de) et Rudolf Schmidt-Dethloff (de). En 1919, Thedy a été engagé à l'Université du Bauhaus.
Les œuvres de Max Thedy ont été exposées en Europe et aux États-Unis, notamment en 2002 à Weimar et en 2005 à Überlingen et à Francfort.

#### Sa vie et son œuvre
- (de) Peter Stapf, Der Maler Max Thedy (1858–1924). Leben und Werk. Cologne : Böhlau, 2014  (ISBN 978-3-412-22264-2).

#### Catalogues d'expositions
- (de) Siegfried Herrmann (dir.), Max Thedy 1858–1924. Gemälde und Zeichnungen. Weimar : Stadtmuseum, 2002  (ISBN 3-910053-34-3) (Katalog der gleichnamigen Ausstellung im Stadtmuseum Weimar, 7. Juni bis 28. August 2002).
- (de) Volker Caesar, « Überlingens letzte Renaissancefenster als Motive der Malerei des späten 19. Jahrhunderts. Gemälde von Max Thedy dokumentieren seltene Fenster », In: Denkmalpflege in Baden-Württemberg, 36. Jg. 2007, Heft 1, p. 55–61 (lire en ligne [PDF]).